# Urash
Urash (aussi Uraš) est le nom de deux divinités de la Mésopotamie antique.
1. Urash est un dieu secondaire de Mésopotamie. C'est la divinité tutélaire de la ville de Dilbat, située dans le nord de la Babylonie. Une porte de Babylone porte son nom, sans doute parce que la voie qui en partait menait à Dilbat. Suivant les textes, il est présenté comme un fils d'Enlil et Ninlil, ou bien comme une divinité ancestrale dont descend Anu, le père des dieux.
2. Urash est aussi une déesse de la Terre, divinité tellurique identifiée à l'Apsu (les eaux souterraines). Première épouse du dieu du Ciel Anu, elle est remplacée dans les textes par Ki à l'époque paléo-babylonnienne, autre divinité ou autre nom ou variante locale. Comme Ki, elle est fille de la mère ancestrale Nammu et sœur de son époux Anu. Par Anu, elle est la mère de Nininsina (de) et Enlil.